# 硼氢化铍
硼氢化铍是一种无机化合物，化学式为Be(BH4)2。

## 结构
硼氢化铍的晶体结构由螺旋状的BH4Be和BH4聚合物单元组成。它是缺电子化合物，可以和配位体分子作用生成加合物。

## 历史
Schlessinger等人用硼氢化锂和氯化铍为原料，在90～140℃将混合物共热，并在-80℃捕集这个挥发性化合物：
BeCl2 + 2 LiBH4 → Be(BH4)2 + 2 LiCl

## 反应
最纯的氢化铍可由三苯基膦（PPh3）与硼氢化铍反应制得：
Be(BH4)2 + 2PPh3 → 2Ph3PBH3 + BeH2
硼氢化铍可以和水猛烈作用，放出氢气，它在空气中自燃。它于-80℃同干燥的氯化氢气体反应，产生氢气、乙硼烷和氯代硼烷。在100℃和过量的氯化氢完全反应：
Be(BH4)2 + 2 HCl → BeCl2 + B2H6 + 2 H2